# 토요코 키즈
토요코 키즈(일본어: トー横キッズ 도요코킷즈[*])란, 도쿄도 신주쿠구 가부키초의 신주쿠 코마 극장 주변의 골목 뒤 (신주쿠 도호 빌딩의 옆 = 토요코)에서 활동하는 가출 청소년 집단이다.

## 개요
원조 교제나 폭력 행위 등의 사건 등도 끊임없이 일어나고 있다.

## 같이 보기
- 스트리트 칠드런
- 경의선 키즈

1. ↑  “2021年の"裏流行語"!? 「トー横キッズ」とは一体なにか?”. 《日刊SPA!》. 2022년 12월 29일. 2022년 6월 15일에 확인함.
2. ↑  “新宿・歌舞伎町 “トー横キッズ”（NHK NEWS）”. 《LINE NEWS》 (일본어). 2022년 6월 13일에 원본 문서에서 보존된 문서. 2022년 6월 13일에 확인함.